# DWG
DWG je nativní formát souborů (výkresů) programu AutoCAD, jeho název byl zřejmě odvozen z DraWinG. Umožňuje ukládat 2D i 3D data. Díky rozšíření programu AutoCAD je tento formát spolu se svou výměnnou (textovou) a otevřenou variantou DXF považován za standard v oblasti výměny 2D CAD dat. Některé konkurenční programy dnes umožňují jeho čtení i zápis, protože je to ale neveřejný formát firmy Autodesk, kompatibilita takto vytvořených souborů je neúplná a není zaručena.
K věrnému prohlížení, tisku a odměřování DWG výkresů slouží bezplatný prohlížeč Autodesk DWG TrueView.
OpenDWG je otevřený formát neziskového konsorcia Open Design Alliance vytvářený z formátu DWG metodou reverzního inženýrství. OpenDWG ale není zcela kompatibilní s pravým DWG (TrustedDWG). OpenDWG v současnosti dokáže načítat DWG 2.5 až DWG 2013 a v těchto formátech také ukládat.

## Určení verze souboru
Spolu s uváděním nových verzí programu AutoCAD byly uváděny i nové verze DWG. Některé verze programu mají ale formát společný. AutoCAD je zpětně kompatibilní. Může tedy číst i starší verze DWG a obvykle také ukládat kromě své vlastní i v předchozí verzi formátu. Verzi DWG lze snadno určit po jeho otevření v textovém editoru (např. Poznámkový blok) z prvních šesti znaků souboru.
| Kód    | verze AutoCADu                                       |
| AC1032 | 2018, 2019, 2020, 2021, 2022, 2023, 2024, 2025, 2026 |
| AC1027 | 2013, 2014, 2015, 2016, 2017                         |
| AC1024 | 2010, 2011, 2012                                     |
| AC1021 | 2007, 2008, 2009                                     |
| AC1018 | 2004, 2005, 2006                                     |
| AC1015 | 2000, 2000i, 2002                                    |
| AC1014 | 14 (LT97/LT98)                                       |
| AC1012 | 13 (LT95)                                            |
| AC1009 | 12, 11 (LT R1/R2)                                    |
| AC1006 | 10                                                   |
| AC1004 | 9                                                    |
| AC1003 | 2.6                                                  |
| AC1002 | 2.5                                                  |
| AC1001 | 2.22                                                 |
| AC2.10 | 2.10                                                 |
| AC1.50 | 2.05                                                 |
| AC1.40 | 1.40                                                 |
| AC1.2  | 1.2                                                  |
| MC0.0  | 1.0                                                  |

## Obnovení poškozeného souboru
Pokud dojde k poškození souboru DWG a nezdaří se ho obnovit pomocí vestavěných funkcí AutoCADu, je možné použít záložních souborů. AutoCAD při ukládání DWG původní soubor zálohuje pod stejným jménem s koncovkou BAK. V případě problému při ukládání, nebo při nechtěném uložení, tak lze přepsáním koncovky BAK na DWG získat původní soubor. Soubory SV$ vytváří AutoCAD při automatickém zálohování (pokud ho má nastaveno) a zůstávají na disku pouze pokud se program neukončí korektně. Začátek jejich názvu je shodný s názvem DWG a i jim lze přepsat koncovku a získat tak soubor DWG.